# جالا جالا (فلم)
جالا جالا، فيلم كوميدي مصري. خيالي من بطولة جالا فهمي وياسمين عبد العزيز ومها أحمد وفارس وأحمد عقل وعادل الفار وشمس وعبد الله فرغلي. الفيلم إنتاج 2001.

## قصة الفيلم
تدور أحداث الفيلم حول ارمل يعاني من مشاكل ونفقات أبنائه. تدور أحداث المسلسل في إطار درامي اجتماعي يميل إلى الكوميديا بعض الشيء حيث رجل أرمل يعاني من تحمل مشاكل أبنائه ونفقاتهم فيقرر الاستعانة بعفريتة لتنفيذ طلباته ويتمكن من استخدام اساليب الدجل والشعوذة في تحضير تلك العفريتة إلا أنه قبل انا يحقق امنياته وطلباته يصاب بأزمة قلبية يدخل ع إثرها في غيوبة وتضطر ان تعيش تلك العفريتة (جالا فهمي) مع أبنائه الأربعة وتحل مشاكلهم ويجب ان ترجع إلى عالمها قبل ظهور القمر السابع والا ستحرق ويقوم الأبناء بمساعدتها على قدر الإمكان واستيقظ والدهم في اللحظة الاخيره وصرفها .

## أبطال الفيلم
- جالا فهمي: سندس
- ياسمين عبد العزيز: نادية
- مها أحمد: رضا
- سامي العدل

## روابط خارجية
- مقالات تستعمل روابط فنية بلا صلة مع ويكي بيانات